# Fontenay-le-Comte (tổng)
Tổng Fontenay-le-Comte là một tổng, nằm ở tỉnh Vendée trong vùng Pays de la Loire.

## Các xã
Tổng Fontenay-le-Comte bao gồm các xã sau:
- Fontenay-le-Comte (thủ phủ): 13 792 người (1999)
- Auzay: 522 người (1999)
- Chaix: 422 người (1999)
- Fontaines: 870 người (1999)
- Le Langon: 1 010 người (1999)
- Longèves: 910 người (1999)
- Montreuil: 644 người (1999)
- L'Orbrie: 774 người (1999)
- Pissotte: 1 101 người (1999)
- Le Poiré-sur-Velluire: 633 người (1999)
- Velluire: 508 người (1999)